# 2015年レッドブル・エアレース・ワールドシリーズ ロヴィニ
2015年レッドブル・エアレース・ワールドシリーズ ロヴィニでは、通算10回目となるレッドブル・エアレース・ワールドシリーズの内、2015年5月30日・31日にクロアチアのロヴィニで行われた2015年シーズン第3戦について述べる。2014年11月25日に今シーズンのレース開催地が発表された際は、ロシア・ソチで開催予定であったが、組織上・予算上の問題で開催できなくなり、ロヴィニへ変更されることが2015年3月3日に発表された。

## 概要
予選2日前の5月28日に行われた1回目のトレーニング・フライトでは、14名中6名のパイロットにパイロン・ヒットなどの何らかのミスがあったが、翌29日に行われた3回目のトレーニング・フライトでは、全員がノーミスで飛び切った。風向きの変化が激しく、予選日だけで18回ものパイロン・ヒットがあった中、2位と好発進を見せた室屋義秀はラウンド・オブ・14で敗退し、10位に終わった。
同地で行われた2014年シーズン第2戦では、ハンネス・アルヒに0.08秒差で敗れ2位に甘んじたポール・ボノムが、リベンジとキャリア10年目にして前人未到の3連勝を目指したが、ボノムはラウンド・オブ・8でオーバーGによりDNF判定を受け8位、アルヒがロヴィニを2年連続で制した。2位のマルティン・ソンカとはわずか0.071秒差で、レッドブル・エアレース史上最僅差であった。
本レースの開催から全レースに参加しているピーター・ベゼネイは、レースが再開された2014年シーズンから母国ハンガリーで設計されたCorvus Racer 540を利用していたが、機体が曲技飛行向けでエアレースには適さないことを理由に今レースをもって使用を中止し、2006年から2008年まで利用していたエッジ540 V2の改良型『エッジ540 V3』へ変更すると発表した。参加選手がシーズン途中で他社の機体に変更するのは今シーズン初である。

## マスタークラス

### 予選
| 順 位 | No. | パイロット             | タイム | ペナルティ |
| ----- | --- | ---------------------- | ------ | ---------- |
| 1     | 55  | ポール・ボノム         | 54.266 |            |
| 2     | 31  | 室屋義秀               | 54.305 |            |
| 3     | 95  | マット・ホール         | 54.329 |            |
| 4     | 21  | マティアス・ドルダラー | 54.360 |            |
| 5     | 8   | マルティン・ソンカ     | 54.472 |            |
| 6     | 22  | ハンネス・アルヒ       | 55.205 |            |
| 7     | 10  | カービー・チャンブリス | 56.098 |            |
| 8     | 99  | マイケル・グーリアン   | 57.541 | +2秒1      |
| 9     | 91  | ピーター・ベゼネイ     | 57.714 |            |
| 10    | 26  | フアン・ベラルデ       | 57.788 |            |
| 11    | 12  | フランソワ・ルボット   | 59.031 |            |
| 12    | 9   | ナイジェル・ラム       | 59.983 | +5秒2      |
| 13    | 84  | ピート・マクロード     | 59.592 | +5秒2      |
| 14    | 27  | ニコラス・イワノフ     | 59.772 | +5秒3      |

- ^1 水平違反により+2秒のペナルティ
- ^2 パイロン・ヒットにより+3秒、水平違反により+2秒のペナルティ
- ^3 水平違反により+2秒、パイロン・ヒットにより+3秒のペナルティ

### ラウンド・オブ・14
| ヒート | 予選1 | パイロット1            | タイム1 | タイム2   | パイロット2          | 予選2 |
| ------ | ----- | ---------------------- | ------- | --------- | -------------------- | ----- |
| 1      | 5     | マルティン・ソンカ     | 55.808  | 59.7651   | フアン・ベラルデ     | 10    |
| 2      | 4     | マティアス・ドルダラー | 58.4521 | 1:02.0682 | フランソワ・ルボット | 11    |
| 3      | 6     | ハンネス・アルヒ       | 56.106  | 59.5161   | ピーター・ベゼネイ   | 9     |
| 4      | 3     | マット・ホール         | 54.818  | 54.702    | ナイジェル・ラム     | 12    |
| 5      | 7     | カービー・チャンブリス | 58.8863 | 55.601    | マイケル・グーリアン | 8     |
| 6      | 2     | 室屋義秀               | 56.7872 | 54.091    | ピート・マクロード   | 13    |
| 7      | 1     | ポール・ボノム         | 53.968  | 55.449    | ニコラス・イワノフ   | 14    |

| 凡例                     | 凡例 |
| ------------------------ | ---- |
| ラウンド・オブ・8進出    |      |
| ノックアウト（敗退）     |      |
| 敗者の中で最速（＝進出） |      |

- ^1 水平違反により+2秒のペナルティ
- ^2 パイロン・ヒットにより+3秒のペナルティ
- ^3 ゲート通過時の飛行高度違反×2により+4秒のペナルティ

### ラウンド・オブ・8
| ヒート | 予選1 | パイロット1            | タイム1 | タイム2 | パイロット2        | 予選2 |
| ------ | ----- | ---------------------- | ------- | ------- | ------------------ | ----- |
| 1      | 4     | マティアス・ドルダラー | 55.6351 | 54.216  | マルティン・ソンカ | 5     |
| 2      | 6     | ハンネス・アルヒ       | 53.817  | 53.964  | ナイジェル・ラム   | 12    |
| 3      | 8     | マイケル・グーリアン   | 55.200  | 55.8881 | ピート・マクロード | 13    |
| 4      | 1     | ポール・ボノム         | DNF2    | 53.166  | マット・ホール     | 3     |

| 凡例                 | 凡例 |
| -------------------- | ---- |
| ファイナル4進出      |      |
| ノックアウト（敗退） |      |

- ^1 水平違反により+2秒のペナルティ
- ^2 最大負荷が10Gを越えたためDNF (Did Not Finish) 判定[11]

| 順 位 | No. | パイロット           | タイム | ペナルティ |
| ----- | --- | -------------------- | ------ | ---------- |
| 1     | 22  | ハンネス・アルヒ     | 54.012 |            |
| 2     | 8   | マルティン・ソンカ   | 54.803 |            |
| 3     | 95  | マット・ホール       | 54.160 |            |
| 4     | 99  | マイケル・グーリアン | DNF1   |            |

| 順 位 | パイロット             | ポイント |
| ----- | ---------------------- | -------- |
| 1     | ハンネス・アルヒ       | 12       |
| 2     | マルティン・ソンカ     | 9        |
| 3     | マット・ホール         | 7        |
| 4     | マイケル・グーリアン   | 5        |
| 5     | ナイジェル・ラム       | 4        |
| 6     | マティアス・ドルダラー | 3        |
| 7     | ピート・マクロード     | 2        |
| 8     | ポール・ボノム         | 1        |
| 9     | ニコラス・イワノフ     | 0        |
| 10    | 室屋義秀               | 0        |
| 11    | カービー・チャンブリス | 0        |
| 12    | ピーター・ベゼネイ     | 0        |
| 13    | フアン・ベラルデ       | 0        |
| 14    | フランソワ・ルボット   | 0        |

## チャレンジャークラス
スウェーデンのダニエル・リファが2位に2秒以上の差を付けて初優勝した。

### 結果
| 順 位 | No. | パイロット               | タイム   | ペナルティ |
| ----- | --- | ------------------------ | -------- | ---------- |
| 1     | 17  | ダニエル・リファ         | 1:05.103 |            |
| 2     | 11  | ミカエル・ブラジョー     | 1:07.060 |            |
| 3     | 5   | クリスチャン・ボルトン   | 1:08.643 | +2秒1      |
| 4     | 37  | ピーター・ポドランセック | 1:10.800 | +5秒2      |
| 5     | 77  | フランシス・バロス       | 1:13.533 | +2秒1      |

- ^1 水平違反により+2秒のペナルティ
- ^2 パイロン・ヒットにより+3秒、水平違反により+2秒のペナルティ

## 第3戦終了後のランキング
| 順 位 | パイロット             | トー タル |
| ----- | ---------------------- | --------- |
| 1     | ポール・ボノム         | 25        |
| 1     | マット・ホール         | 25        |
| 3     | ハンネス・アルヒ       | 17        |
| 4     | ナイジェル・ラム       | 12        |
| 5     | マティアス・ドルダラー | 10        |
| 6     | マルティン・ソンカ     | 9         |
| 6     | ピート・マクロード     | 9         |
| 8     | マイケル・グーリアン   | 8         |
| 9     | ニコラス・イワノフ     | 6         |
| 10    | 室屋義秀               | 4         |
| 11    | カービー・チャンブリス | 2         |
| 11    | ピーター・ベゼネイ     | 2         |
| 13    | フアン・ベラルデ       | 0         |
| 13    | フランソワ・ルボット   | 0         |

| 順 位 | パイロット               | トー タル |
| ----- | ------------------------ | --------- |
| 1     | クリスチャン・ボルトン   | 22        |
| 2     | ダニエル・リファ         | 20        |
| 3     | ペトル・コプシュタイン   | 18        |
| 4     | ミカエル・ブラジョー     | 14        |
| 5     | フロリアン・バーガー     | 8         |
| 6     | ピーター・ポドランセック | 4         |
| 6     | フランシス・バロス       | 4         |